# Тест тромбодинамики
Тест тромбодинамики – это глобальный тест свертывающей системы крови. С одинаково высокой чувствительностью позволяет выявлять нарушения системы свертывания крови – как гипо-, так и гиперкоагуляцию. Подходит для ранней диагностики склонности к тромбообразованию. Метод разработан в лаборатории физической биохимии ГНЦ РАМН под руководством доктора биологических наук Фазли Атауллаханова. Диагностическое оборудование на базе данного метода выпускает компания «ГемаКор».

## Методика

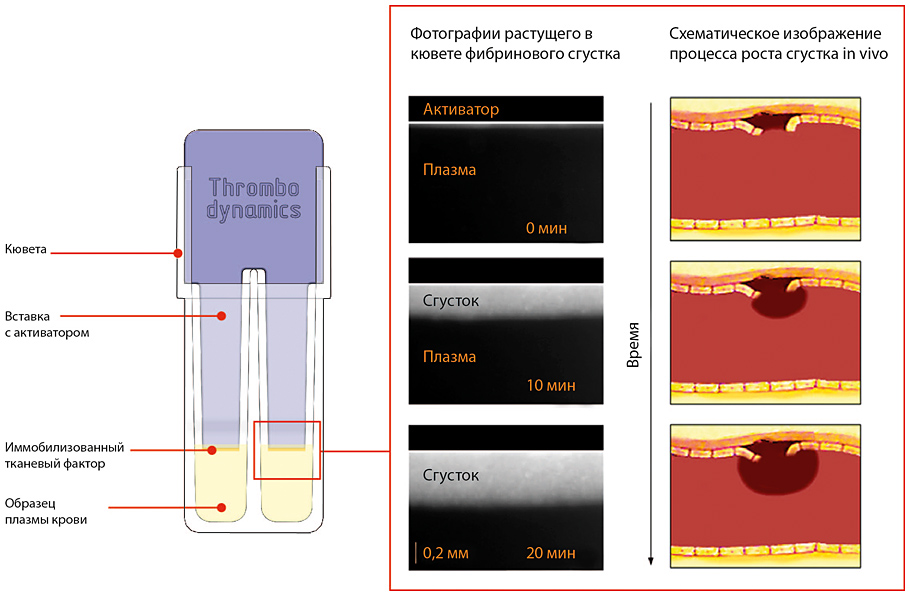
Метод Тромбодинамики: схематическое изображение кюветы и типичные фотографии роста сгустка

Тест тромбодинамики - предназначен для исследования in vitro пространственно-временной динамики свертывания крови, инициированной локализованным активатором свертывания в условиях, близких к условиям свертывания крови in vivo. Тест тромбодинамики учитывает пространственную неоднородность процессов, происходящих при свертывании крови. 

Тест производится без перемешивания в тонком слое плазмы. Для его проведения образцы плазмы крови помещаются в каналы прозрачной измерительной кюветы, которая находится в водяном термостате. Затем в кювету вводится пластина, покрытая тканевым фактором свёртывания крови. Таким образом, активатор моделирует повреждённую стенку сосуда. Как только плазма крови соприкасается с активатором, стартует процесс свертывания: от локализованного на торце вставки тканевого фактора в объём плазмы начинает расти фибриновый сгусток, в точности как на поврежденной стенке сосуда in vivo. Процесс возникновения и роста фибринового сгустка регистрируется цифровой видеокамерой в рассеянном свете.

Полученная серия кадров дает детальную информацию о динамике свертывания крови во времени и пространстве. На основе этих данных рассчитываются численные параметры пространственно-временной динамики роста фибринового сгустка: время задержки роста сгустка, скорость роста сгустка, наличие спонтанного тромбообразования (вдали от активатора).

Такая экспериментальная модель хорошо себя зарекомендовала в исследовательской работе и продемонстрировала хорошую чувствительность к различным нарушениям системы свертывания.

## Достоинства метода
- Тромбодинамика как метод диагностики гемостаза учитывает пространственно-неоднородные процессы, происходящие при свертывании крови.
- Тромбодинамика демонстрирует высокую чувствительность к различным нарушениям системы свертывания.
- Тромбодинамика позволяет выявить склонность к гиперкоагуляционным состояниям на ранней стадии, когда другие методы еще недостаточно чувствительны.

## Область применения
- Хирургия (послеоперационный период)
- Травматология (при обширных травмах, ожоговой болезни)
- Онкология (при хирургическом и/или химиотерапевтическом лечении)
- Мониторинг антикоагулянтной терапии
- Мониторинг заместительной терапии
- Диагностика дефицита факторов свертывания (массивная кровопотеря, гемофилия А и В, передозировка антикоагулянтов)
- Присутствие инородной поверхности  внутри сосудистого русла (искусственные клапаны сердца, кардиостимуляторы и центральные венозные катетеры)
- Скрининг здорового населения для выявления склонности к тромбозам